# 安井浩司
安井 浩司（やすい こうじ、1936年2月29日 - 2022年1月14日）は、俳人。秋田県能代市出身。秋田県立能代高等学校、日本歯科大学卒業。
1954年上京、1969年より4年間飛騨高山に住んだのち秋田に帰郷。10代のとき寺山修司編集の「牧羊神」に参加。1958年ころから永田耕衣の「琴座」に投句、のち同人。また1964年より高柳重信の「俳句評論」同人。1968年に加藤郁乎、大岡頌司らと「ユニコーン」を創刊するが、4号で廃刊。1984年「騎」創刊に参加。歯科医師のかたわら句作を行った。しばしばエロティックなイメージを伴う土俗的・秘教的な句風で、俳壇からも距離を置いて句作を続けた。代表句に「ひるすぎの小屋を壊せばみなすすき」など。